# Topalosoma setiferum
Topalosoma setiferum är en mångfotingart som beskrevs av Sergei I. Golovatch 1984. Topalosoma setiferum ingår i släktet Topalosoma och familjen orangeridubbelfotingar. Inga underarter finns listade i Catalogue of Life.